# Ruby Roseman-Gannon
Ruby Roseman-Gannon (Victoria, 8 novembre 1998) è una ciclista su strada e pistard australiana che corre per il team Liv AlUla Jayco. Attiva nel professionismo dal 2022, nel 2024 ha vinto la medaglia d'oro nella staffetta a squadre mista ai campionati del mondo di Zurigo.

## Palmarès

### Strada
- 2022 (Team BikeExchange-Jayco, sei vittorie)

1ª tappa Bay Cycling Classic (Geelong > Geelong)
2ª tappa Bay Cycling Classic (Geelong > Geelong)
Classifica generale Bay Cycling Classic
Campionati australiani, criterium
3ª tappa Santos Festival of Cycling (Lobethal > Lobethal)
Classifica generale Santos Festival of Cycling
- 2024 (Liv AlUla Jayco, tre vittorie)

Campionati australiani, criterium
Campionati australiani, prova in linea
4ª tappa Tour of Britain Women (Manchester > Manchester)

#### Altri successi
- 2021

Classifica sprint Santos Festival of Cycling
- 2022 (Team BikeExchange-Jayco)

Classifica a punti Santos Festival of Cycling
- 2023 (Jayco AlUla)

1ª tappa Bay Cycling Classic (Geelong > Geelong)
2ª tappa Bay Cycling Classic (Geelong > Geelong)
Classifica generale Bay Cycling Classic
- 2024 (Liv AlUla Jayco)

Campionati del mondo, Staffetta a squadre mista

### Pista
- 2020

Cycle Fest International, Corsa a punti (Bundaberg)

## Piazzamenti

### Grandi Giri
- Giro d'Italia

2023: 25ª
2024: 65ª
- Tour de France

2022: 42ª
2024: ritirata (7ª tappa)

### Classiche
- Trofeo Alfredo Binda

2023: 46ª
- Giro delle Fiandre

2023: 17ª
- Parigi-Roubaix

2022: 52ª
- Freccia Vallone

2023: 78ª
- Liegi-Bastogne-Liegi

2023: ritirata

### Competizioni mondiali

#### Strada
- Campionati del mondo

Zurigo 2024 - Staffetta mista: vincitrice
Zurigo 2024 - In linea Elite: 6ª
- Giochi olimpici

Parigi 2024 - In linea: 39ª

#### Pista
- Campionati del mondo

St. Quentin-en-Yv. 2022 - C. a eliminazione: 9ª

### Competizioni continentali
- Campionati oceaniani su strada

Bendigo 2016 - Cronometro Junior: 6ª
Bendigo 2016 - In linea Junior: 3ª
- Campionati oceaniani su pista

Adelaide 2019 - Americana: 5ª
Adelaide 2019 - Corsa a punti: 6ª
Adelaide 2019 - Scratch: 9ª
Adelaide 2019 - Inseguimento a squadre: 4ª
Invercargill 2020 - Omnium: 7ª
Invercargill 2020 - Americana: 5ª
Invercargill 2020 - Corsa a punti: 7ª
Invercargill 2020 - Inseguimento a squadre: 3ª